# 東漢普頓 (紐約州村)
東漢普頓（英語：East Hampton）是位於美國紐約州薩福克縣的村。

## 人口
根據2020年美國人口普查的數據，東漢普頓的面積為12.71平方千米，當中陸地面積為12.35平方千米，而水域面積為0.36平方千米。當地共有人口1517人，而人口密度為每平方千米119人。